# Public Warning
Public Warning é o primeiro álbum da rapper Lady Sovereign lançado em 31 de Outubro de 2006.

## Faixas
| N.º | Título                                         | Compositor(es)                                  | Duração |  |
| 1.  | "9 to 5"                                       | Louise Harman, Gabriel Olegavich                | 3:32    |  |
| 2.  | "Gatheration"                                  | Harman, Olegavich, Danny Harrison, Arthur Smith | 3:23    |  |
| 3.  | "Random"                                       | Harman, Olegavich, Harrison, Smith              | 3:36    |  |
| 4.  | "Public Warning"                               | Harman, Olegavich                               | 3:46    |  |
| 5.  | "Love Me or Hate Me"                           | Harman, Lukasz Gottwald                         | 3:29    |  |
| 6.  | "My England"                                   | Harman, Olegavich                               | 3:57    |  |
| 7.  | "Tango"                                        | Harman, Olegavich                               | 3:37    |  |
| 8.  | "A little Bit of Shhh"                         | Harman, Olegavich                               | 3:45    |  |
| 9.  | "Hoodie"                                       | Harman, Olegavich                               | 3:37    |  |
| 10. | "Those Were the Days"                          | Harman, Gottwald                                | 3:50    |  |
| 11. | "Blah Blah"                                    | Harman, Olegavich                               | 3:57    |  |
| 12. | "Fiddle with the Volume"                       | Harman, Olegavich                               | 3:37    |  |
| 13. | "Love Me or Hate Me" (Remix com Missy Elliott) | Harman, Gottwald, Missy Elliott                 | 3:38    |  |

| Faixa bonus da edição especial do Reino Unido |                                              |         |  |
| N.º                                           | Título                                       | Duração |  |
| 14.                                           | "Pretty Vacant" (Live at Commodore Ballroom) | 3:38    |  |

| Faixas bonus do Japão |                                              |         |  |
| N.º                   | Título                                       | Duração |  |
| 14.                   | "Ch Ching (Cheque 1 2)"                      | 4:47    |  |
| 15.                   | "Pretty Vacant" (Live at Commodore Ballroom) | 3:38    |  |

| Faixas bonus do iTunes |                                                      |         |  |
| N.º                    | Título                                               | Duração |  |
| 14.                    | "Pretty Vacant" (Live at Commodore Ballroom)         | 3:38    |  |
| 15.                    | "The Broom"                                          | 4:02    |  |
| 16.                    | "Hoodie" (com Skepta, JME, Jammer, Ears & Baby Blue) | 4:07    |  |
| 17.                    | "9 to 5" (The Ordinary Boys Remix)                   | 3:25    |  |

## Lançamento
| Região         | Data                   | Formato              | Gravadora |
| -------------- | ---------------------- | -------------------- | --------- |
| Estados Unidos | 31 de outubro de 2006  | Download Digital, CD | Def Jam   |
| Estados Unidos | 12 de dezembro de 2006 | Disco de Vinil       | Def Jam   |
| Reino Unido    | 5 de fevereiro de 2007 | Download Digital, CD | Def Jam   |
| Alemanha       | 30 de março de 2007    | Download Digital, CD | Def Jam   |

## Posições nas paradas
| Chart (2006)                    | Peak position |
| ------------------------------- | ------------- |
| Australian Albums Chart         | 97            |
| Japan Albums Chart              | 212           |
| Reino Unido (UK Albums Chart)   | 58            |
| Estados Unidos (Billboard 200)  | 48            |
| Estados Unidos (Top Rap Albums) | 12            |